# Pertti Ukkola
Pertti Olavi „Pertsa” Ukkola (ur. 10 sierpnia 1950 w Sodankylä) – fiński zapaśnik. Złoty medalista olimpijski z Montrealu.
Walczył w stylu klasycznym, w kategorii koguciej (do 57 kilogramów). Brał udział w trzech igrzyskach (IO 72, IO 76, IO 80). Był mistrzem świata w 1977, brązowym medalistą tej imprezy w 1975 i 1981. Stawał na podium mistrzostw Europy (złoto w 1977). Zdobył cztery złote medale na mistrzostwach nordyckich w latach 1971 - 1976. W 1977 został wybrany sportowcem roku w Finlandii.